# Jos Metzler

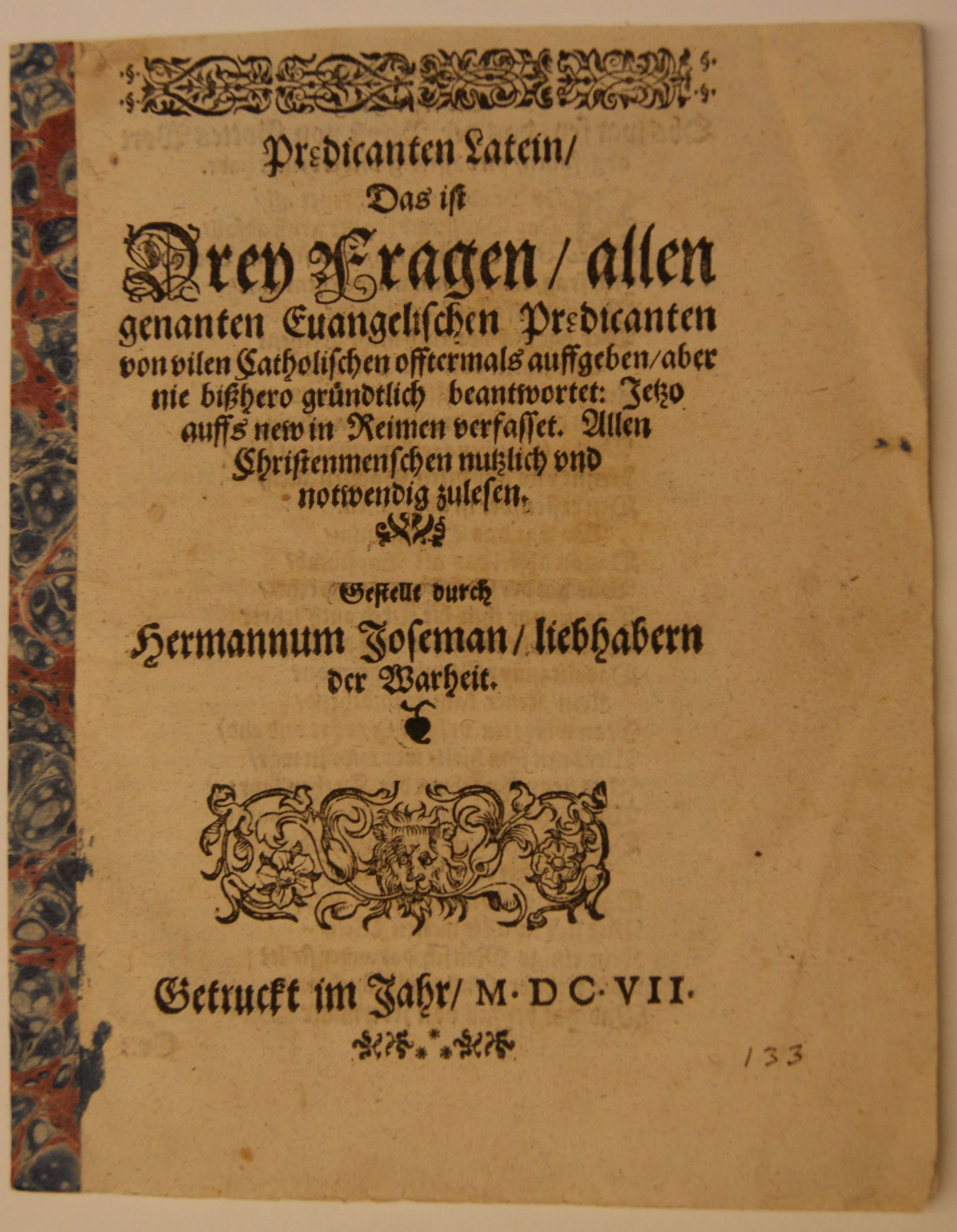
Hermannum Josemanns „Predicanten Latein“ (Vorarlberger Landesbibliothek).

Jos Metzler (auch: Pater Jodocus Metzler, Jost Metzler oder Mezler und Jodocus Metzlerus oder Jodoci Mezleri; * 1574 in Andelsbuch; † 7. April 1639 in Wil) war ein österreichisch-schweizerischer Mönch, Stiftsbibliothekar in St. Gallen, Chronist, Jurist und Schriftsteller. Er verwendete auch das Pseudonym: Hermannum Josemann.

## Leben, Studium und Arbeit
Jos Metzler wurde als Sohn des Bregenzerwälder Landammanns Kaspar Metzler und von dessen Gattin Ursula Berlinger in Andelsbuch geboren. 1593 trat er dem Benediktinerorden bei und studierte bis 1595 Philosophie und Theologie in Dillingen, von 1601 bis 1603 Kirchenrecht in Rom und schloss dieses Studium mit ausgezeichnetem Abschluss ab.
1604 wurde Metzler zum Stiftsbibliothekar in der Stiftsbibliothek St. Gallen bestellt. 1605 wurde er zum Subprior und Novizenmeister, ebenso war er ab 1605 mehrfach zum äbtischen Statthalter von Wil und von St. Johann im Thurtal ernannt. Mehrfach in dieser Zeit bis 1613 wurde er für das Kloster St. Gallen nach Rom entsandt. Unter anderem konnte er in einem Kirchenrechtsstreit zwischen dem Fürstabt von St. Gallen und dem Bischof von Konstanz, Jakob Fugger, mit seinen Interventionen und Vorbringen vor Gericht am 1. März 1613 eine Entscheidung zugunsten des Klosters St. Gallen erreichen. Aufgrund dieser Entscheidung wurde in St. Gallen ein kirchliches Ordinariat geschaffen und Metzler am 22. August 1614 zum Generalvikar ernannt, ein Amt, das er bis 1620 ausübte.

## Werke
Metzler verfasste eine Geschichte des Stiftes St. Gallen und anderer Benediktinerklöster, das Totenbuch und die Äbteliste des Klosters St. Gallen, juristische Werke für die Ausbildung in der Klosterschule und viele andere Werke. Von diesen ist jedoch ein beträchtlicher Teil verloren gegangen. Unter dem Pseudonym Hermannum Josemann verfasste Metzler eine Streitschrift gegen die Protestanten.
Die hier wiedergegebenen Werke von Metzler sind lediglich eine Auswahl und daher unvollständig.
- Albert Danner, Jodocus Mezler: Logica de demonstratione eiusque fine scientia disputatio. 1595.
- Jodocus Metzler: Orationes centum quinquaginta ad psalmos. St. Gallen, Ende 16./Anfang 17. Jh.
- Hermannum Josemann (Pseudonym von Jos Metzler): Predicanten Latein: Das ist/ Drey Fragen/ allen genannten Evangelischen Predicanten von vielen Catholischen offtmals auffgeben/ aber nie bißhero gründlich beantwortet ; Jetzo auffs new in Reimen verfasset. Allen Christenmenschen nützlich und notwendig zu lesen, gestellt durch Hermannum Josemann / liebhabern der Warheit. Ingolstadt/Mainz/Rorschach 1607.
- Jodocus Metzler (Übersetzer): Wunderzeichen, so Maria, die Můter Gottes, zu Sannt Gallen im Münster zur Zeith Abbt Ůlrichs deß VIII., Abbt Gottharts unnd Abbt Francißcen etc. gethon, uß dem alten Original unnd etlichen Zädelin, so ouch darinnen gelëgen, zusamen gebracht. St. Gallen 1608.
- Jodocus Mezler: Jodoci Mezleri San-Gallensis de Viris Illustribus Monasterii sui Libri II. De Viris Illustribus Monasterii S. Galli, Ord. S. Bened. Libri II, 1721. In: Thesaurus Anecdotorum Novissimus: Seu Veterum Monumentorum, praecipue Ecclesiasticorum, ex Germanicis potissimum Bibliothecis adornata collectio recentissima.